# Bhatpara
Bhatpara là một thành phố và khu đô thị của quận North Twentyfour Parganas thuộc bang Tây Bengal, Ấn Độ.

## Địa lý
Bhatpara có vị trí 22°52′B 88°25′Đ / 22,87°B 88,41°Đ Nó có độ cao trung bình là 12 mét (39 foot).

## Nhân khẩu
Theo điều tra dân số năm 2001 của Ấn Độ, Bhatpara có dân số 441.956 người. Phái nam chiếm 55% tổng số dân và phái nữ chiếm 45%. Bhatpara có tỷ lệ 72% biết đọc biết viết, cao hơn tỷ lệ trung bình toàn quốc là 59,5%: tỷ lệ cho phái nam là 78%, và tỷ lệ cho phái nữ là 66%. Tại Bhatpara, 9% dân số nhỏ hơn 6 tuổi.